# ویکتور ماخورین
ویکتور ماخورین (روسی: Виктор Павлович Махорин؛ ۲ ژوئیهٔ ۱۹۴۸ – ۲۰ ژوئن ۱۹۹۳) بازیکن هندبال اهل روسیه بود.